# Fort Van der Wijck

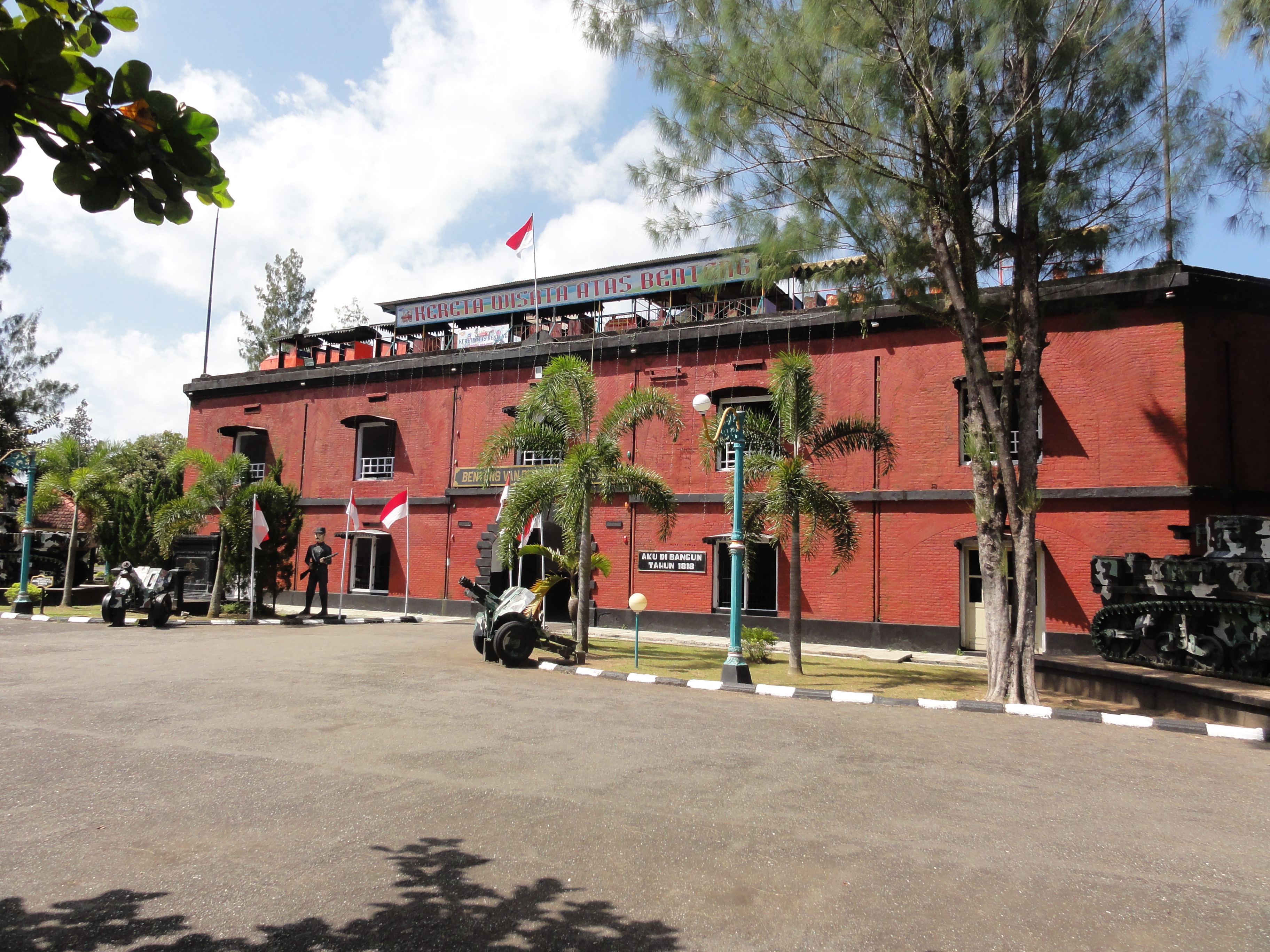
Vooraanzicht Fort Van der Wijck

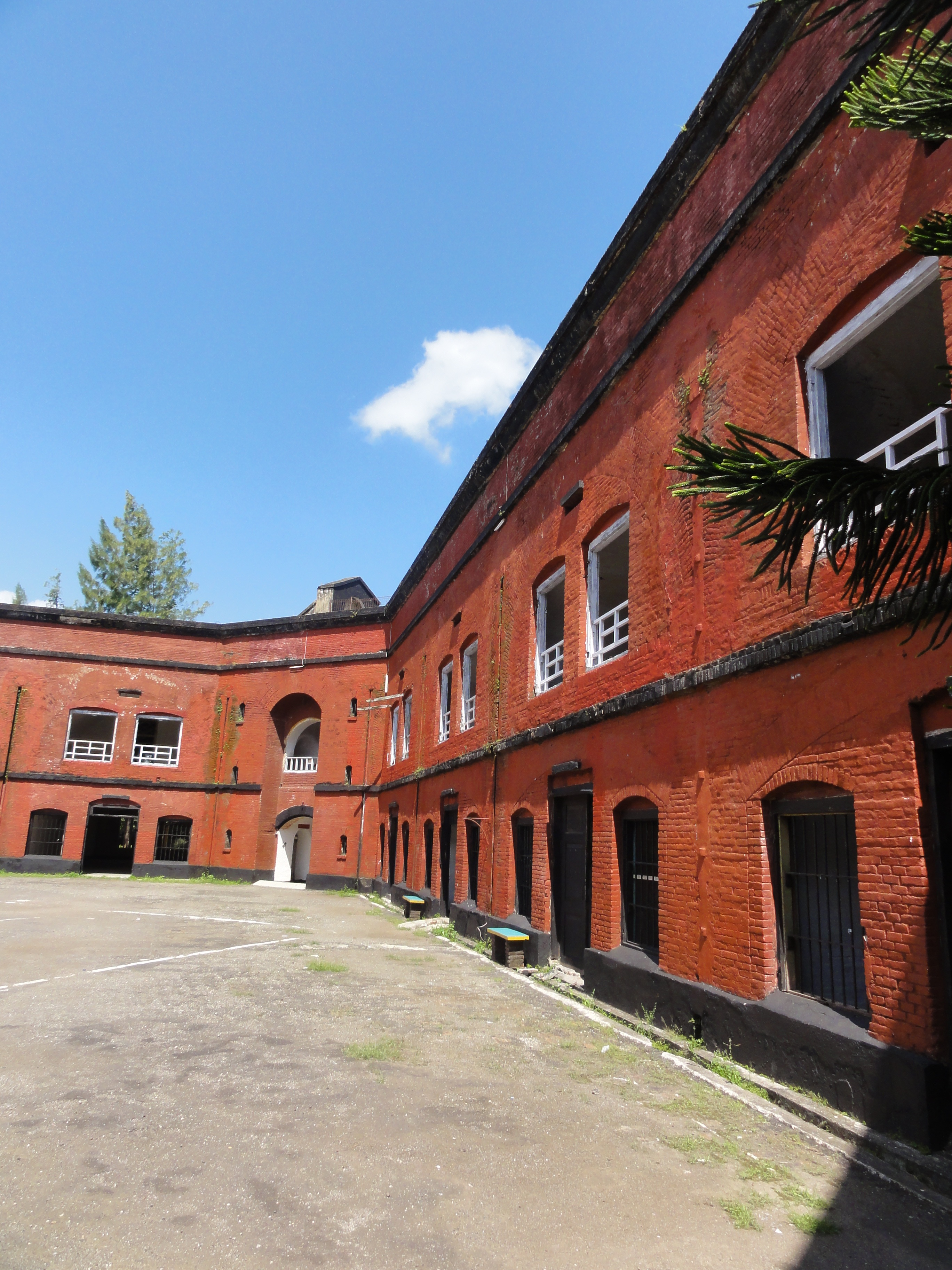
Fort Van der Wijck - Gombong

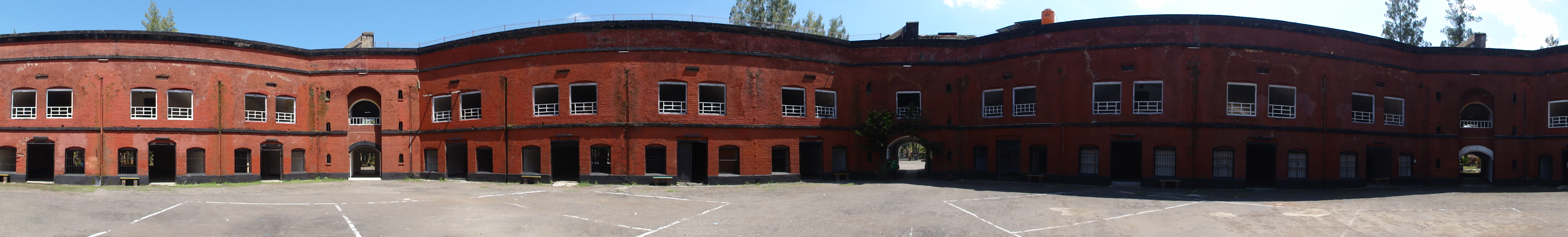
Fort Van der Wijck

Fort Van der Wijck (Indonesische benaming: Benteng van der Wijck) is een voormalig Nederlands-Indisch fort gelegen bij de plaats Gombong in Midden-Java. Het fort werd rond 1820 gebouwd door generaal Van den Bosch en is vernoemd naar jhr. mr. Herman Constantijn van der Wijck, die rond 1840 lid was van de Raad van Indië; eerder heette het fort Fort Cochius en was genoemd naar Luitenant-Generaal Frans David Cochius, commandant van de Nederlands-Indische leger in 1835.  Het fort nam een belangrijke rol in tijdens de Java-oorlog (1826-1830). Het diende toen als militaire opslagplaats. In 1856 werd er de Pupillenschool in gevestigd, een op militaire leest geschoeide school voor jongens van Nederlands-Indische afkomst, die klaargestoomd werden voor het KNIL. Tijdens de Tweede Wereldoorlog werd in de periode 1942-1945 het gebouw door de PETA gebruikt als oefenterrein en door de Japanners als voedsel- en wapenopslagplaats. Tijdens de Indonesische Onafhankelijkheidsoorlog fungeerde het als verdedigingspost tegen de Indonesische onafhankelijkheidsstrijders. 
Sinds 1984 doet een deel van het fort dienst als school voor cadetten (Sekolah Calon Tamtama), terwijl een ander deel dienst doet als hotel. Op het stenen dak van het fort rijdt een toeristentreintje. 
Het fort is een achthoekig gebouw en was oorspronkelijk wit van kleur, maar na de renovatie in 1999 om onduidelijke redenen rood geschilderd. Het wordt ook daarom wel het Rode Fort genoemd. 
Tegenwoordig trekt het fort, mede door de internationaal bekende martial arts-film  'The Raid 2: Berandal', dagelijks veel bezoekers.